# Sinokannemeyeria
Sinokannemeyeria era un dicinodonte vissuto nell'area oggi occupata dalla Cina dal poderoso muso con tozze zanne che crescevano da alcune protuberanze sulla mandibola. Discendenti di creature come i listrosauri, i Kannemeyeriidae come appunto  Sinokannemeyeria, erano gli unici dicinodonti del Triassico.

## Un utile modo per mangiare
Dato che i punti di attacco dei muscoli della bocca erano abbastanza piccoli, si è scoperto che non era capace di tagliare i vegetali e quindi si presuppone che usava il suo poderoso becco corneo per strappare le piante di cui si nutriva. Inoltre, usava probabilmente le sue possenti zampe anteriori per dissotterrare le radici più nutritive.